# Раут (озеро)
Раут — озеро на территории Сосновецкого сельского поселения Беломорского района Республики Карелии.

## Общие сведения
Площадь озера — 1,3 км². Располагается на высоте 104,5 метров над уровнем моря.
Форма озера продолговатая: оно вытянуто с северо-запада на юго-восток. Берега каменисто-песчаные, преимущественно заболоченные.
Из юго-восточной оконечности озера вытекает безымянный ручей, впадающий с левого берега в реку Сянду, впадающую, в свою очередь, в реку Охту. Последняя впадает в реку Кемь.
В озере расположено не менее трёх небольших безымянных островов.
Код объекта в государственном водном реестре — 02020001011102000006509.